# Beeswax wrap
Le beeswax wrap (« emballage à la cire d’abeilles » en anglais), nommé plus couramment bee wrap, beewrap, ou Bee's Wrap,, est une toile cirée souple et auto-adhérente utilisée comme emballage alimentaire réutilisable. C'est un film aux composants d'origine naturelle adapté au contact alimentaire, constitué d'un tissu en fibre végétale, le plus souvent en coton, mais pouvant être aussi en lin, et enduit de cire d'abeille sur chaque face.
L'enveloppe est façonnable facilement, souple et auto-collante et facilement replaceable sur elle-même ou les récipients qu'elle chapeaute. Elle peut servir alors de protection sur le dessus de récipients ou pour emballer des produits alimentaires à la coupe, sandwich, pain ou reste de repas et en assurer leurs protection lors du transport.
Pour conserver les aliments, le film naturel réutilisable enduit de cire d'abeille est une alternative écologique, éco-responsable, réutilisable, durable, ré-enduisable  et compostable en fin de vie, comparé aux films d’emballage à usage unique comme le film étirable en plastique ou la feuille d'aluminium alimentaire. Il est une solution pour lutter contre les problèmes environnementaux et sociétaux tels que la pollution par le plastique ou le gaspillage alimentaire. Cette technologie ancienne remise au goût du jour s'inscrit dans la stratégie des trois R (Réduire, Réutiliser, Recycler).

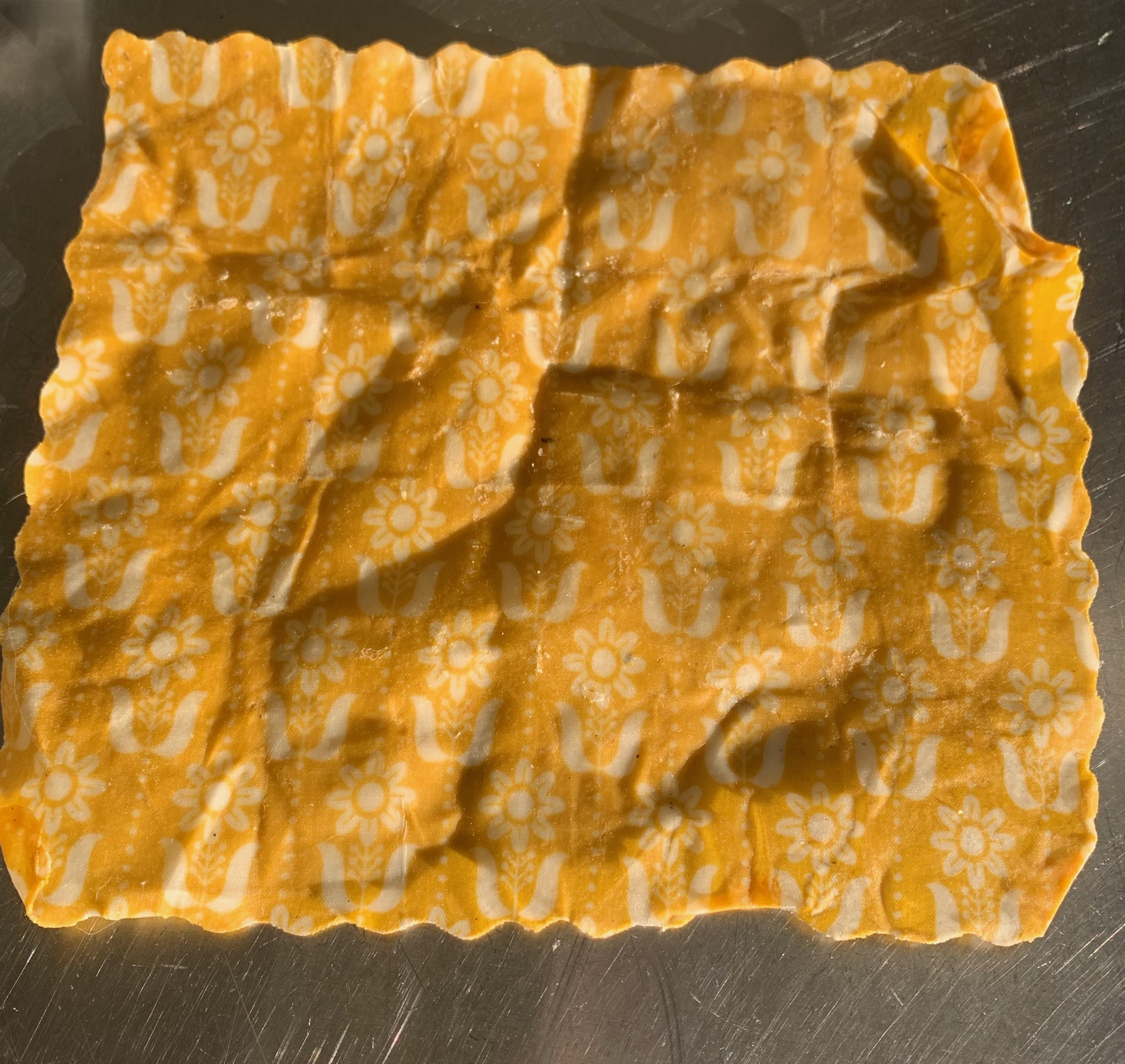
Beewrap déplié pour son utilisation.

La principale qualité du beewrap est la conservation des aliments . Le film naturel ciré est respirant et permet aux aliments de rester frais plus longtemps, réduisant ainsi le gaspillage alimentaire. Après chaque utilisation, la pellicule de cire d'abeille peut être lavée à l'eau froide et séchée à l'air. Le beewrap perd généralement de son adhérence et de son étanchéité après un certain nombre d'utilisations. Le film peut être régénéré, réparé, et en fin de vie il peut être composté ou déchiré en lamelles et servir d'allume-feu. Le beewrap est critiquée pour son prix élevé lorsqu'il est vendue dans le commerce et pour le niveau élevé d'entretien qu'il nécessite, en particulier lorsqu'il est comparé à ses alternatives en plastique ou aluminium à usage unique.
Les Anciens égyptiens restent les précurseurs dans l'usage courant de toile enduite de cire. Ce sont les militaires plus récemment qui utilisent les qualités des toiles enduites de cire auto-adhérentes pour la protection contre la corrosion des pièces mécaniques.

## Utilisations

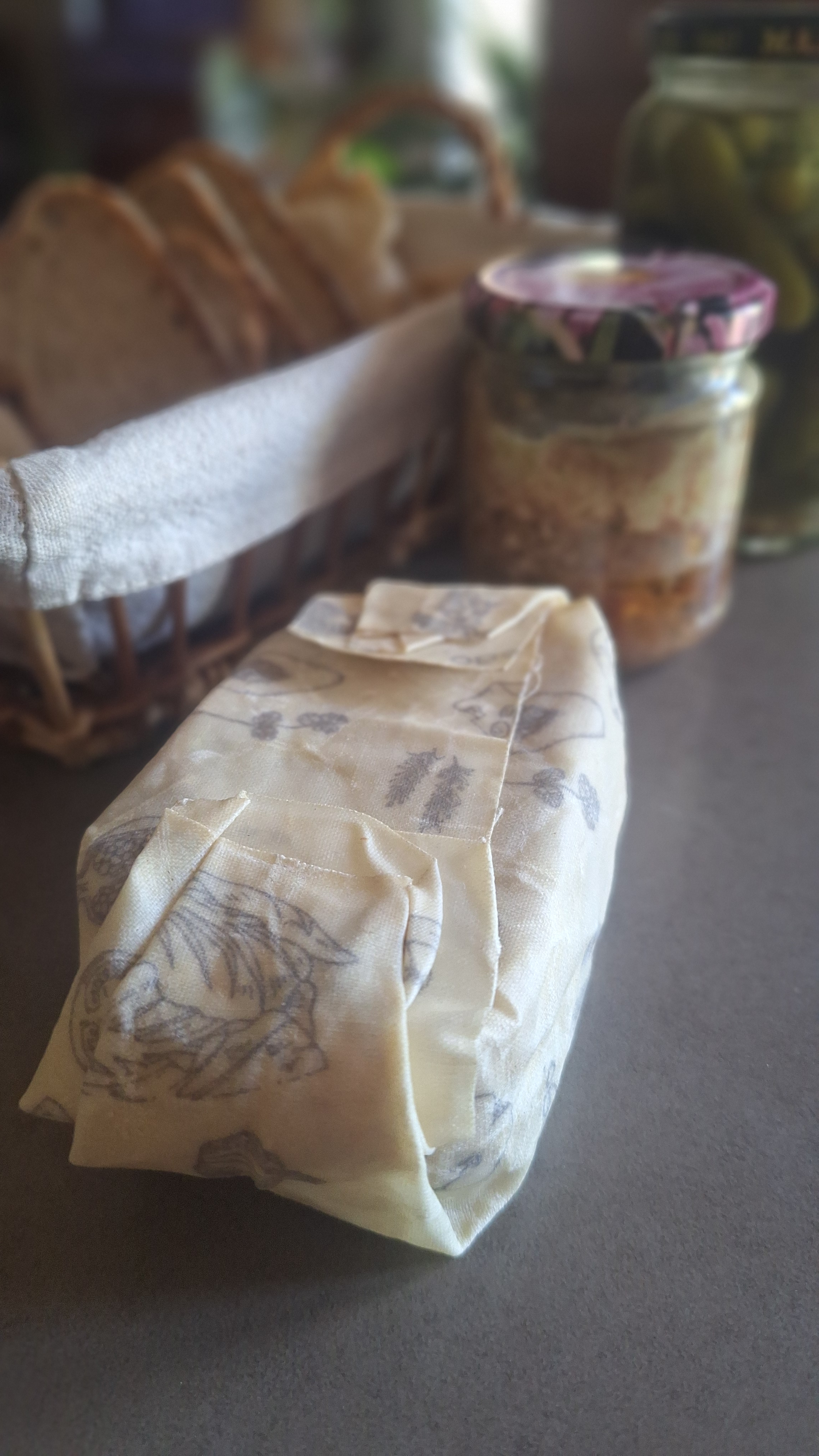
Sandwich emballé avec un beewrap.

Le beewrap est façonnable simplement autour des produits alimentaires et des récipients en matière plastique, en verre, en métal ou en bois. Ceci est réalisé en chauffant l'enveloppe de cire d'abeille avec ses mains puis en la modelant autour de l'objet. La chaleur des mains ramollie et rend plus souple la cire d'abeille, suffisamment pour créer une enveloppe auto-adhésive autour des récipients et des produits alimentaires. Le beewrap ne conviennent pas directement à son contact à tous types d'aliments ; par exemple, la viande et le poisson cru ou d’autres aliments très humides tels que le melon. Ces aliments humides peuvent très bien être placés dans un bol ou un récipient qui peut ensuite être recouvert du beewrap. D'autres utilisations alternatives du beewrap peuvent se réaliser sur les vases à fleurs et les coupelles à eau.

## Cycle de vie
La durée de vie utile et fonctionnelle de la pellicule de cire d’abeille dépend de la fréquence à laquelle elle est utilisée, lavée et entretenue . Souvent, la pellicule de cire d'abeille peut être rincée simplement puis séchée à l'air après chaque usage.

### Entretient

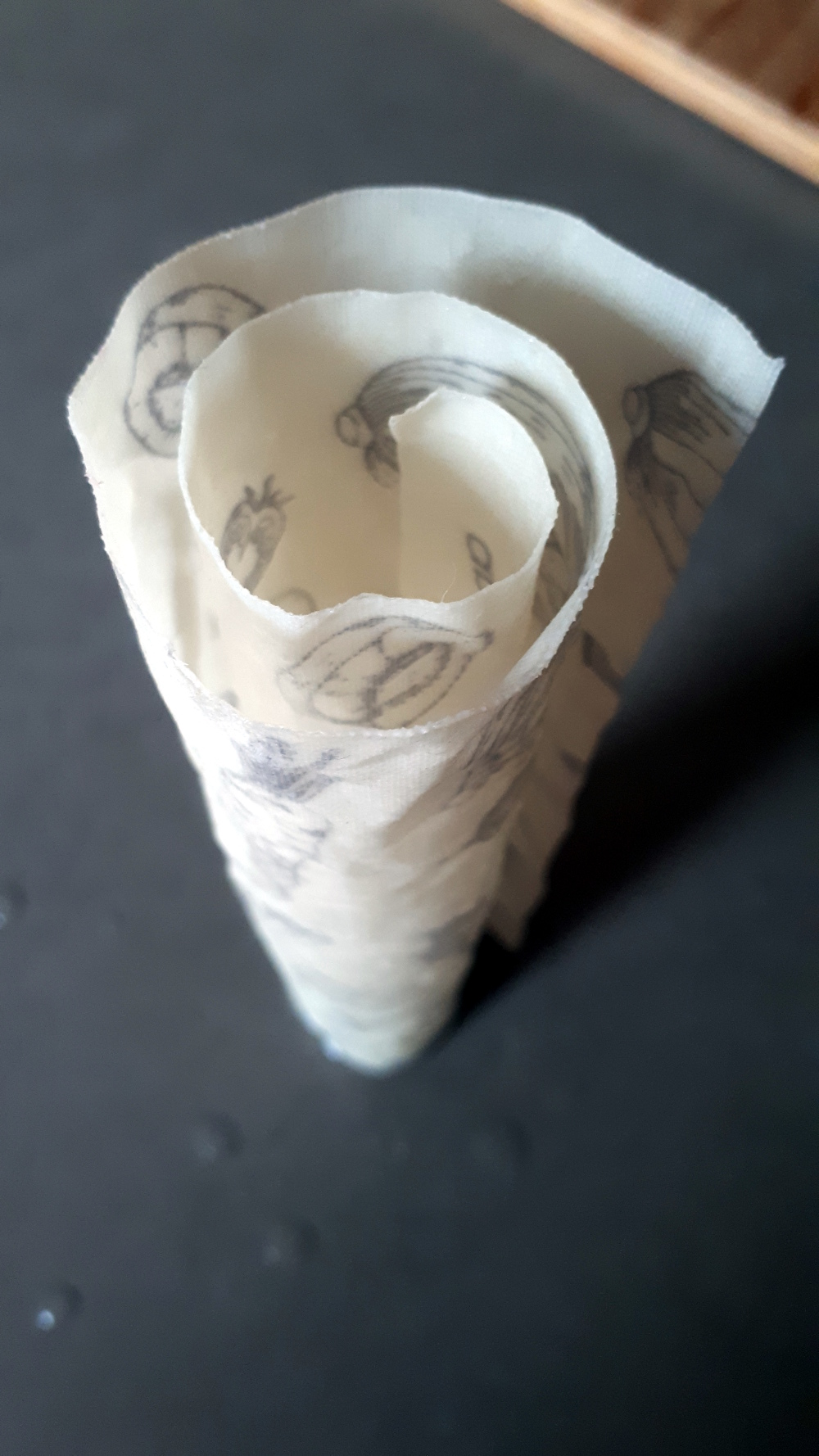
Séchage naturel vertical du film semi-rigide, après lavage.

Si le film nécessite un nettoyage plus approfondi, il peut être épongé avec de l’eau froide savonneuse ou vinaigrée, puis être rincé puis séché à l’air libre. L'utilisation d'une brosse dure ou d'un tampon à récurer, trop agressifs pour le film ciré, engendre un phénomène d'usure prématuré augmenté avec un eau trop chaude.

### Régénération et réparation
Les fissures devenues trop profondes apparaissant à l'usage sur les films de cire d'abeille peuvent être corrigées et effacées en les déposant sur une plaque de cuisson sur une feuille de papier sulfurisé ou un plat anti-adhésif, au soleil ou au four et en les réchauffant à l'aide d'un sèche-cheveux ou un fer à repasser protégé par une feuille de papier sulfurisé. Ce processus de régénération permet à la cire d'abeille de fondre et de refermer les fissures qui ont commencées à se former. Un ajout éventuel de cire d'abeille sous forme de granule peut combler les manques plus conséquents de matière pour boucher les pores du tissus et le rendre uniforme. Une couture, un rapiéçage ou une association de deux films reste possible par couture de fil coton ou lin pour une réparation.

### Recyclage et fin de vie
Plus régénérable ni réparable, le beewrap aux composants entièrement organiques peut être composté pour se bio-dégrader. Aussi, mis en lambeau, il peut également être utilisé à des fins différentes et être utilisé par exemple comme un allume-feu efficace .

## Fabrication
Le beewrap est fabriqué en fusionnant sur du tissus de coton, de chanvre ou de lin de la cire d'abeille de qualité alimentaire et une huile végétale, généralement de la noix de coco ou du jojoba. Le revêtement de cire permet au tissu d'être respirant et imperméable.

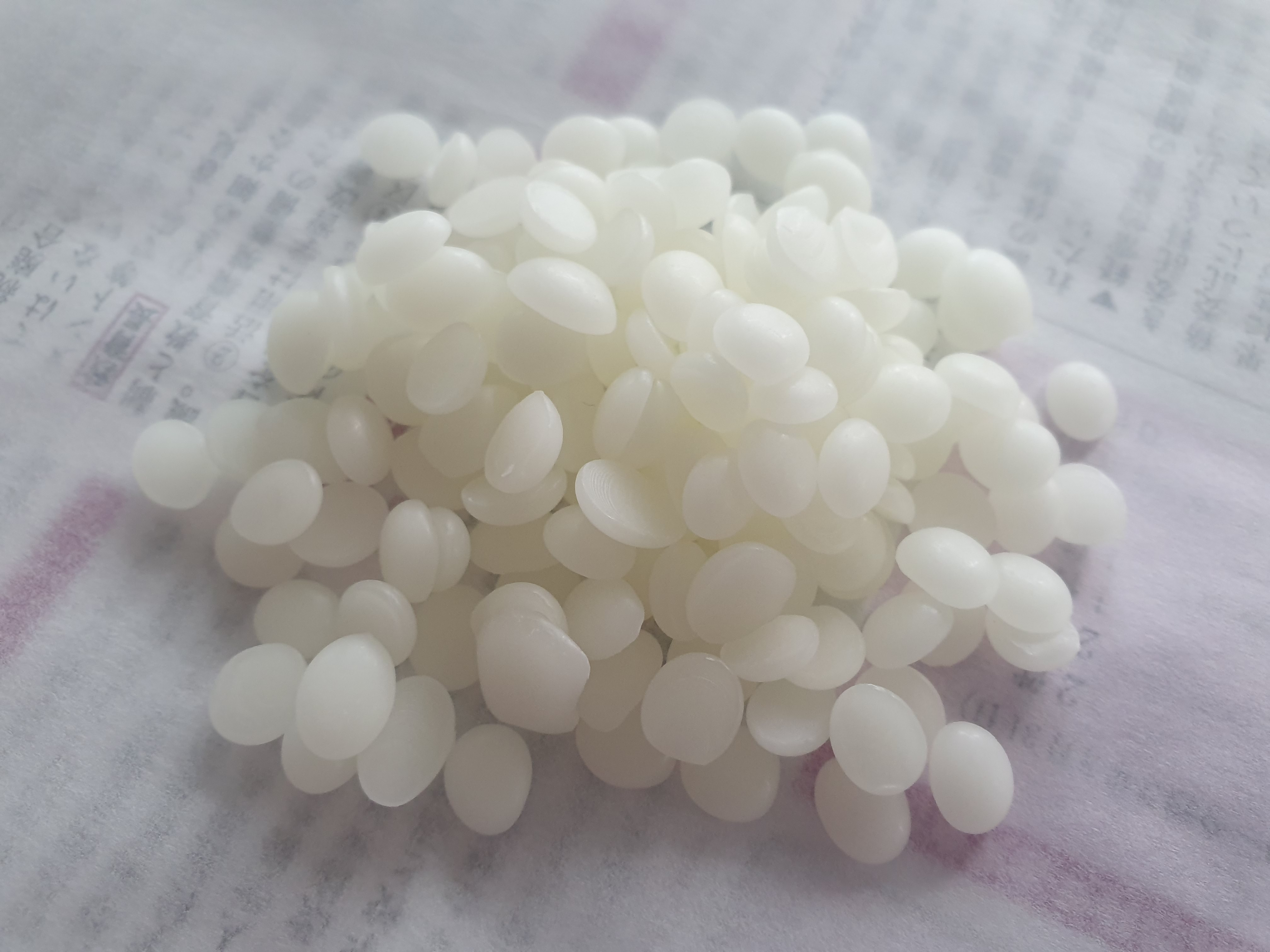
Granule de cire d'abeille utilisées pour la fusion avec le morceau de textile lors de la création ou de la régénération du film.

### Origine de la cire d'abeille
La cire d'abeille est récoltée lorsque le miel est extrait de ruches. Les opercules de cire fermant les alvéoles des cadres de la ruche sont coupés pour que le miel soit extrait. Ces opercules de cire deviennent de la cire d'abeille après avoir été vidés du miel résiduel, lavés dans un bain-marie, filtrés à travers des couches de gaze pour éliminer les débris puis coulés en billes ou en bloc dans un moule en bloc pour une utilisation ultérieure. Pour 100 kg de miel, on obtient environ 1 à 2 kg de cire d'abeille.

### Réglementation

Logo européen - Apte au contact alimentaire

Comme tout emballage soumis au contact alimentaire, des précautions sont à observer selon certaines exigences nationales pour les matériaux en contact avec les denrées alimentaires. Elle permettent d'assurer un niveau élevé de protection du consommateur. Les productions commercialisées en Europe doivent posséder le logo spécifique Apte au contact alimentaire. Les risques de migrations d'éléments pouvant être toxiques dit principe d'inertie (encre, pesticides... ) ou constituants non réglementaires (huile de jojoba ou paraffine issue du pétrole), en Europe, les beewraps à la vente doivent respecter le règlement (CE) n° 1935/2004 concernant les matériaux et objets destinés à entrer en contact avec des denrées alimentaires.

### Production commerciale
La production en série de beewrap dans les usines commerciales n'est pas encore évolué en raison de la vision axée sur la durabilité de nombreuses entreprises d'emballage de cire d'abeille. Certaines entreprises commencent à utiliser des machines qui enduisent automatiquement des rouleaux de tissu pour augmenter leur cadence de production. Cette production de film végétal tissé ciré est fabriqué en infusant du tissus fin de coton avec de la cire d'abeille, de la colophane, de l'huile de noix de coco, de jojoba ou de chanvre de qualité alimentaire.
En 2018, le cabinet de conseil britannique basé sur l'innovation et les technologies Cambridge Consultants s'est associé à la start-up britannique BeeBee Wraps. Ils ont conçu un processus de fabrication permettant de multiplier par 30 la production, tout en maintenant les valeurs durables qui guident l’entreprise.

### Auto-conception

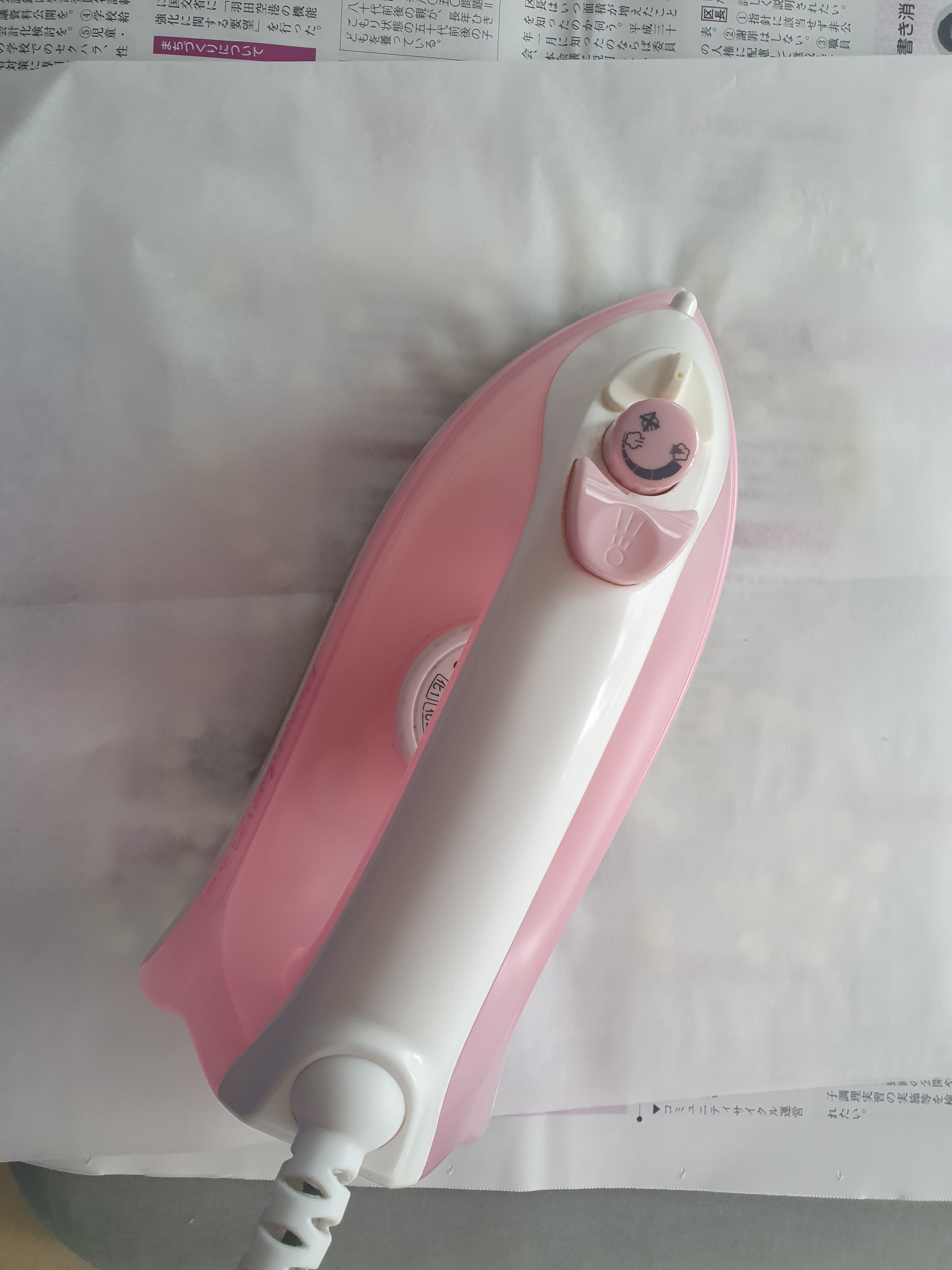
Insertion par fusion de la cire d'abeille au tissus à l'aide d'un fer à repasser.

Le beewrap peut être fabriqué de manière simple avec les outils du ménage. L'auto-concepteur a besoin de morceaux de tissus de coton ou de lin, de vieux torchons en coton par exemple ou de vieux draps en lin, des granules de cire d'abeille, et éventuellement de l'huile de tournesol ou d'olive pour assouplir le film et de la résine de pin pour augmenter son pouvoir collant.
Le tissus est coupé dans les formes souhaitées par l'auto-concepteur et les bords du tissu sont éventuellement surfilés. Un mélange de cire d'abeille, et éventuellement de résine de pin, d'huile végétale est fondu. Ensuite, les deux côtés du coton sont recouverts d’une fine couche du mélange fondu, en veillant à ce que la cire soit répartie uniformément sur les bords du coton. Le coton enduit est ensuite recouvert de papier sulfurisé et repassé ; sinon, le tissu est placé sur une feuille de papier sulfurisé sur une plaque de cuisson et placé dans un four. L'enveloppe est chauffée à environ 65 °c,. Une fois que la cire a fondu et pénétrée dans le coton, le tissu est laissé à sécher à l'air libre.

## Impact sanitaire
Dédié à l'alimentation par leurs contacts permanent aux aliments, les ingrédients pour la conception du beewrap mérite quelques attentions, particulièrement pour la production commerciale. Certains produits jugés utiles par le fabricant ne bénéficient pas toujours de l'agrément de États importateurs pour l'usage alimentaire. Par exemple, l'huile de Jojoba ou l'huile d'argan par exemple, même de qualité biologique, ne sont pas autorisées pour l’alimentation dans l'espace de l'Union Européenne. Par contre, l'huile de chanvre est autorisée. Selon la provenance et la qualité de la cire d'origine animale ou végétale et autres ingrédients, tissus compris, le produit fini ne peut bénéficier de appellation biologique garantissant une transparence de qualité et une traçabilité pour le consommateur.

## Impact environnemental

### Alternative au plastique

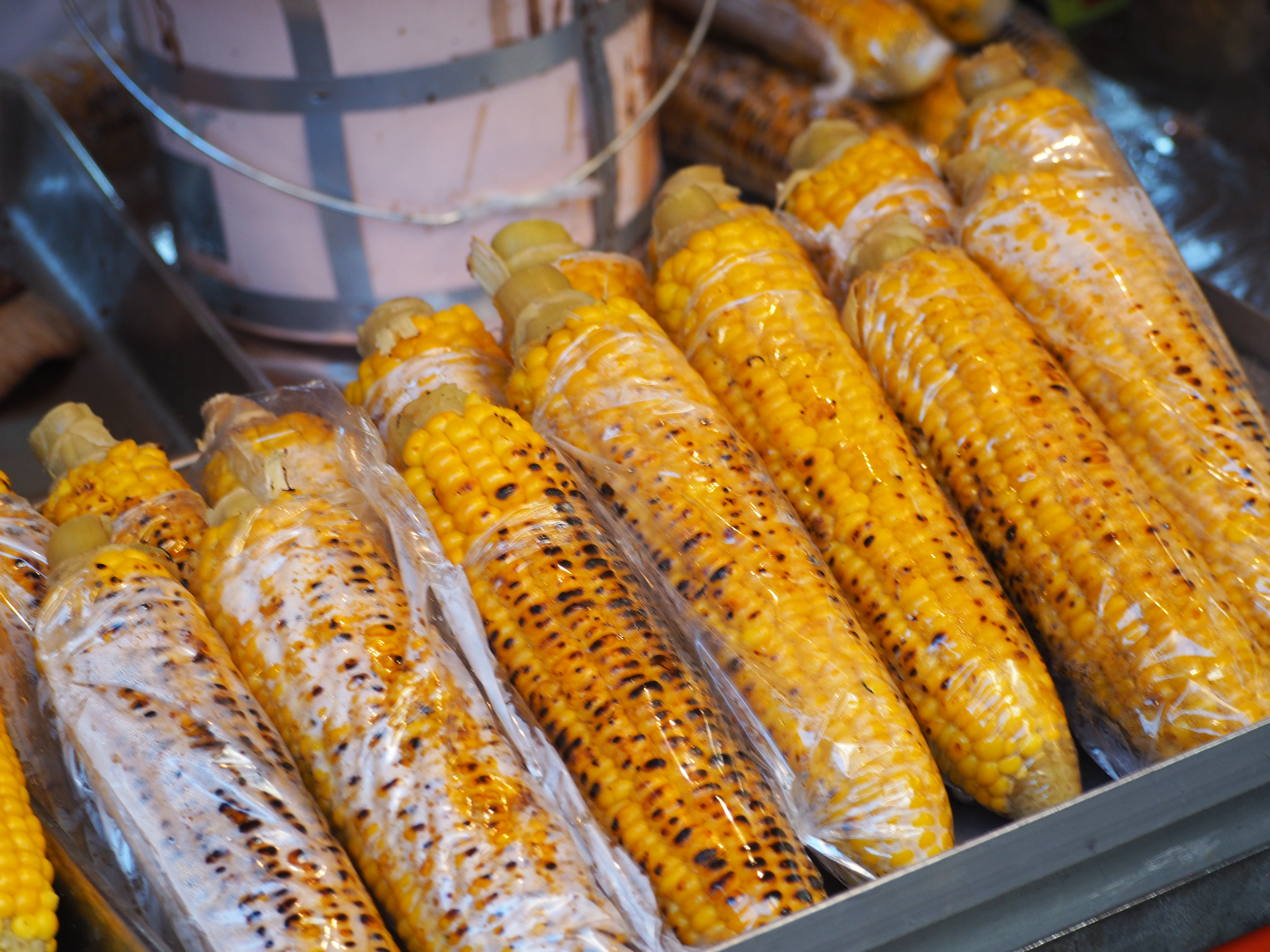
Film plastique à usage unique utilisé pour l'emballage de denrées alimentaires.

Comme pour les autres produits non recyclables à usage unique, les emballages ménager alimentaires en plastique se retrouvent dans des décharges ou incinérés, dans l'environnement ou dans les océans. Il faut des années à la pellicule plastique pour se décomposer et lessiver les produits chimiques qu’elle contient dans l’atmosphère et les océans. Cela pose un risque majeur pour la faune car elle peut s'y emmêler voire l'ingérer.
Les beewrap sont une alternative durable et réutilisable face aux plastiques à usage unique tels que les sacs à fermeture à glissière et les emballages alimentaires en film plastique ou aluminium. Ils ont le potentiel de réduire l'impact environnemental de ce problème de pollution plastique.
La production et la consommation mondiales de plastique à usage unique continuent à augmenter au cours début du XXIe siècle. Selon la Fondation Ellen McArthur, 78 millions de tonnes de plastique sont produites en 2013, soit une augmentation de 4 % par rapport à 2012, dont 40 % se retrouvent dans des sites d'enfouissement. Plus de 8 millions de tonnes de plastique finissent dans les océans du monde chaque année. La lumière du soleil et les mouvements de la mer provoquent la décomposition du plastique en microplastique. La présence de ces plastiques dans les océans a des effets néfastes sur la vie marine et humaine.
Depuis le début du XXIe siècle, la tendance à la durabilité conduit à une prise de conscience accrue des dommages que peuvent causer le plastique à usage unique et d’autres pratiques non durables sur l’environnement. Les entreprises prennent conscience de leur impact environnemental et allouent davantage de ressources à la durabilité. D'autres sociétés ont émergé qui se concentrent sur la fourniture d'alternatives durables pour le plastique.
Cette technologie très ancienne, remise au goût du jour, s'inscrit pour les particuliers dans la stratégie publique des trois R (Réduire, Réutiliser, Recycler) fixée dans le décret Réemploi de 2021, dit Décret 3R, à destination de les filières professionnelles des emballages ménager (production, conditionnement, recyclage) ; décret qui vient en appui de la loi AGEC de 2020 (Loi Anti-Gaspillage pour une Économie Circulaire). Une étude réalisée par Adelphe & Citeo en 2022 montre qu’un consommateur sur dix défini la réutilisation comme un critère environnemental majeur pour les emballages.

### Gaspillage alimentaire
Entre 33 et 50% de tous les aliments produits dans le monde ne sont pas consommés. Ce gaspillage a une valeur économique supérieure à 1 milliard d'euros. La production alimentaire utilisant beaucoup de ressources, ses pertes s'accompagnent d'autres impacts sur l'environnement, tels que la déforestation, la pollution de l'eau et de l'air et les émissions de gaz à effet de serre. Le long de la chaîne de production alimentaire-consommation, les ménages représentent la plus grande faction de déchets alimentaires. Dans le monde occidental, plus de 50% des déchets alimentaires sont produits à la maison. En 2018, Schanes, Dobernig et Gözet ont procédé à un examen systématique des pratiques en matière de gaspillage alimentaire ménager et ont conclu que les ménages étaient confrontés à des conflits entre les bonnes intentions en matière de prévention du gaspillage alimentaire et les préférences en matière de goût, de fraîcheur, de propreté et de sécurité alimentaire.
La principale utilisation du beewrap est la conservation des aliments à la maison. Environ 1,3 milliard de tonnes de nourriture par an sont gaspillés, entraînant à la fois des pertes financières et des dommages considérables pour l'environnement et ses ressources naturelles. Le beewrap peut réduire les déchets alimentaires car elle est fabriquée à partir de matériaux respirants qui permettent aux aliments de rester frais plus longtemps. Aussi, le beewrap a le potentiel de réduire le gaspillage alimentaire en raison de ses propriétés antimicrobiennes qui peuvent empêcher la détérioration des produits alimentaires.

## Histoire
Les enveloppes recouvertes de cire d'abeille voient le jour lorsque les anciens Égyptiens domestiquent les ruches pour récolter la cire d'abeille et le miel. À partir de la XXIe dynastie égyptienne, l'une de leurs utilisations pour la cire d'abeille était de confectionner des tissus cirés qu'ils utilisent dans la conservation de momies,.
Au XXe siècle, les militaires, précurseurs dans l'utilisation des performances de conservation et de protection des toiles enduites de cire auto-adhérentes, les utilisent pour le transport et surtout le stockage longues durées des pièces mécaniques terrestres et aéronautiques (norme militaire MIL-B-121 et norme européenne industrielle EN NF H00-312). Ces types de toiles cirées auto-adhérentes industrielles ont les qualités d'imperméabilité à la vapeur à l'eau, au gaz et à l'huile. Elles sont facilement façonnables et auto-adhérentes, et sont résistantes à la perforation, au déchirement , à la traction et au vieillissement.

## Intérêts de la cire d'abeille

### Les effets antimicrobiens
La détérioration des produits alimentaires causée par des microbes est une préoccupation pour de nombreux sous-secteurs de l'industrie agroalimentaire. On estime que 25 % de la nourriture mondiale est perdue en raison de l'activité de micro-organismes dont 14 % après la récolte. De telles altérations entraînent le gaspillage d'aliments car les produits deviennent impropres à la consommation, entraînant d'importantes pertes financières. Les récents progrès technologiques conduisent à la mise au point de techniques visant à prévenir l’activité et la croissance de microbes contaminant les aliments.
Les propriétés antimicrobiennes de l'emballage alimentaire contenant de la cire d'abeille sont attribuées à la propolis. La propolis est un matériau semblable à la résine fabriqué par les abeilles à partir de bourgeons d'arbres.
Une étude menée en 2017 par Pinto, Pankowski et Nano pour le Journal de la microbiologie, de la biotechnologie et des sciences de l'alimentation a révélé que l'enveloppement à la cire d'abeille est capable de prévenir l'activité des microbes qui contaminent les aliments en inhibant le nombre de cellules viables de bactéries. Cela signifie que la pellicule de cire d'abeille peut limiter la propagation d'agents pathogènes bactériens d'origine alimentaire et contribuer à la prévention de la détérioration des aliments. Pinto, Pankowski et Nano ont étudié l'activité antimicrobienne de l'enveloppe de cire d'abeille contre les bactéries, les champignons et les virus. Les agents pathogènes d'origine alimentaire sont présents dans chacun de ces groupes.
Pour détecter l'activité antibactérienne de l'enveloppe de cire d'abeille, ils ont incubé l'enveloppe avec des cellules bactériennes en phase liquide. Ils ont utilisé Salmonella entertitidis, une bactérie à Gram négatif, et Staphylococcus aureaus , une bactérie à Gram positif et cause commune d'infections de l'estomac. Les deux bactéries ont été exposées à la pellicule de cire d'abeille. L'incubation avec l'enveloppe de cire d'abeille a entraîné une diminution du nombre de cellules et de l'activité bactérienne.
Pour détecter l’activité anti-levure des enveloppes de cire d’abeille, deux souches de Saccharomyces cerevsiae ont été incubées en phase liquide avec l’enveloppe en cire d’abeille. Une légère diminution du nombre de cellules a été notée. Cette diminution n'était pas assez importante pour conclure que l'enveloppement à la cire d'abeille réduit l'activité de la levure.
Pour déterminer la capacité antivirale des enveloppes de cire d’abeille, les bactériophages M13 et P1 ont été incubés en phase liquide avec l’enveloppe de cire d’abeille. Les résultats ont montré une diminution du nombre de particules de phage actif. Cette diminution n'était pas assez importante pour conclure que l'enveloppe de cire d'abeille était capable d'inactiver les particules virales.
Pinto, Pankowski et Nano ont conclu que l'enveloppe de cire d'abeille avait des propriétés antibactériennes, mais ils étaient incapables de conclure à des propriétés antifongiques ou antivirales.

## Limites

### Précautions
La cire d'abeille associée à un tissus reste inflammable.

### Effet rebond
Pour son effet rebond sur la consommation, le beewrap est critiqué pour ses contributions à l'environnementalisme consumériste. Cette solution au problème plastique repose sur la responsabilité individuelle. Mesurer les individus en termes de responsabilité ne tient pas compte de qui et de ce qui a causé le plus de dommages à l'environnement et de qui est le plus vulnérable aux risques environnementaux futurs.

### Prix
Le beewrap est critiqué pour son prix élevé, lorsqu'il est vendu dans le commerce, en particulier lorsqu'il est comparé aux plastiques à usage unique tels que les sacs à pellicule auto-collants et les sacs à fermeture pression. Par rapport aux plastiques à usage unique, l’enveloppement à la cire d’abeille nécessite plus d’entretien, afin de garantir une utilisation propre, sûre et durable.

### Performance
La pellicule de cire d'abeille n'est pas assez souple pour obtenir un scellement complet qui, lorsqu'il s'agit de garder les aliments au frais, est un facteur important.

### Alternative végétale
Des solutions alternatives sans cire d'origine animale, en particulier pour les Végans, composé de cire de carnauba extraite des feuilles d'un palmier du nord-est du Brésil, voient le jour dès 2018 en France.